# گورستان تیه پاریس
گورستان تیه پاریس (فرانسوی: Cimetière parisien de Thiais‎) یک گورستان در کمون تیه شهرستان وال-دو-مارن، فرانسه است. این گورستان که در سال ۱۹۲۹ تأسیس شده دارای ۱۰۳ هکتار وسعت و ۱۵۰٬۰۰۰ قبر می‌باشد.

## افراد مشهور تدفین شده
- ژرژ کاترو، ژنرال ارتش فرانسه
- پل سلان، شاعر و مترجم رومانیایی
- ژان-پل لو شانوا، کارگردان، فیلم‌نامه‌نویس و بازیگر فرانسوی
- آندره دید، کارگردان و بازیگر زاده فرانسه
- لیز دولامار، بازیگر فرانسوی
- کترین اسلینگ، بازیگر فرانسوی
- فرهاد مهراد، خواننده و ترانه‌سرا ایرانی
- ژرال نوو، شاعر فرانسوی
- آلیس پرن، هنرپیشه، نقاش، خواننده و مدل (شخص) اهل فرانسه
- یوزف رت، روزنامه‌نگار و رمان‌نویس اتریشی-یهودی
- یوگنی زامیاتین، نویسنده روسی
- زوگ اول آلبانی، رئیس‌جمهور و پادشاه پیشین آلبانی (بقایای وی از آن زمان به آلبانی برگردانده شده‌است).
- محمود شهابی خراسانی، فیلسوف، فقیه، حقوقدان و استاد ممتاز دانشگاه تهران، اهل ایران
- توران امیرسلیمانی، همسر سوم رضاشاه پهلوی، اهل ایران
- غلامرضا پهلوی، سومین پسر رضاشاه پهلوی و برادر ناتنی محمدرضاشاه پهلوی(پادشاه سابق ایران)، اهل ایران

## نگارخانه

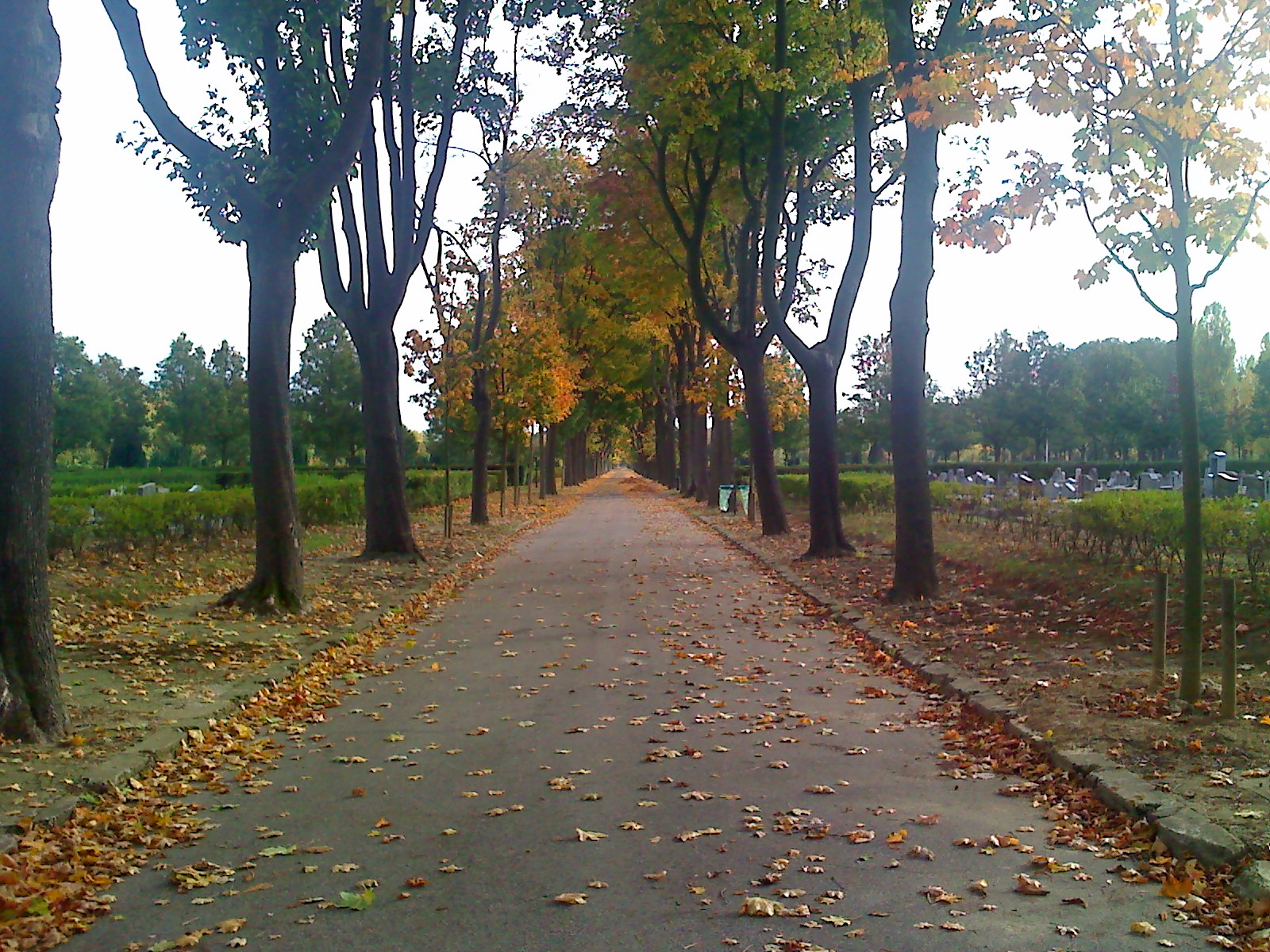
Avenue O
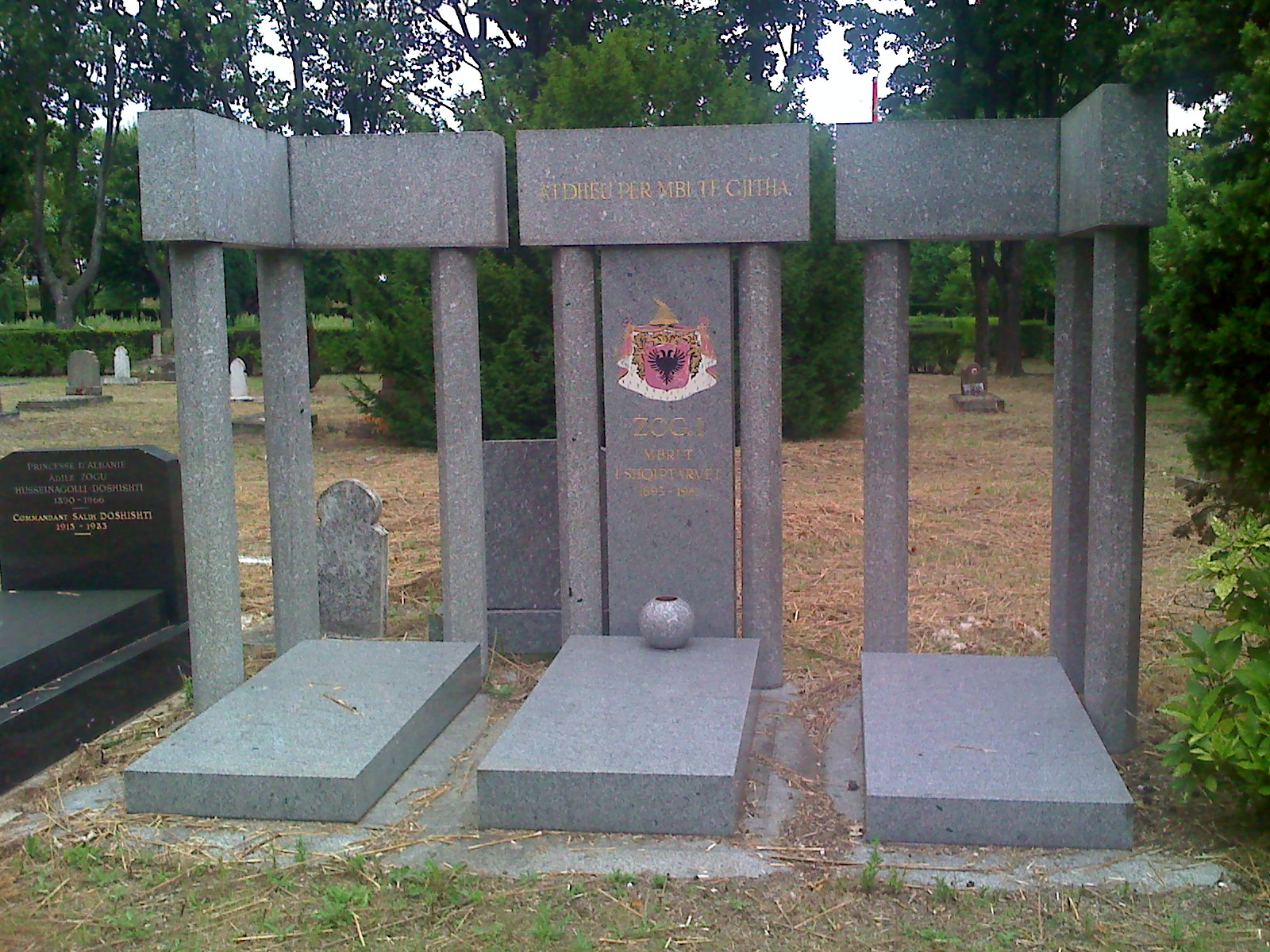
former grave of Zog of Albania
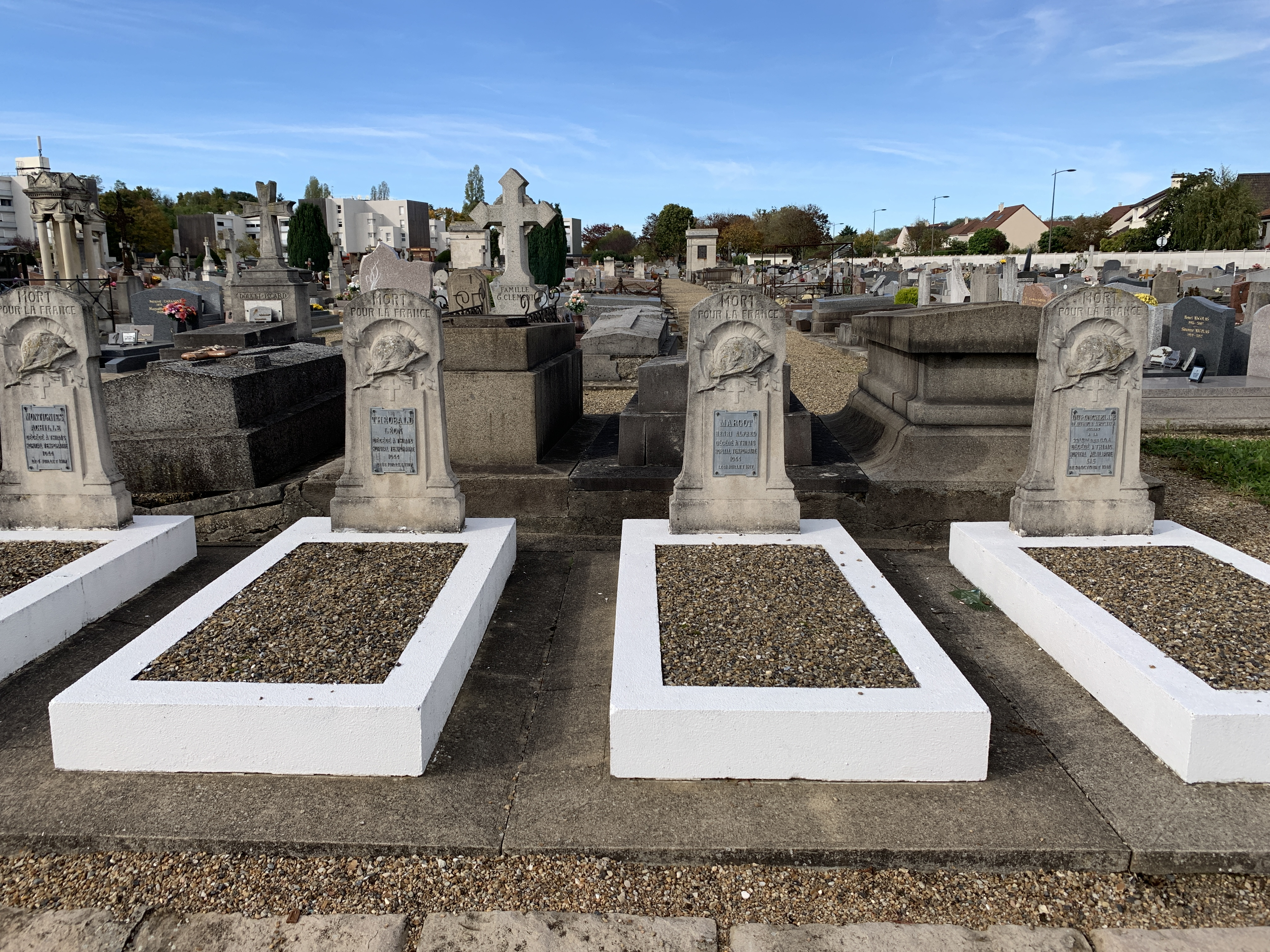